# Jean-Marc Ayrault
Jean-Marc Ayrault (født 25. januar 1950 (75 år) i Maulévrier i Maine-et-Loire) er en fransk politiker fra Socialistpartiet.
Han blev den 15. maj 2012 udnævnt til premierminister og dannede herefter Regeringen Jean-Marc Ayrault. Efter Socialistpartiets nederlag ved kommunalvalget i 2014, blev han udskiftet med Manuel Valls.